# Młody, Którego Koni Boją Się Wrogowie

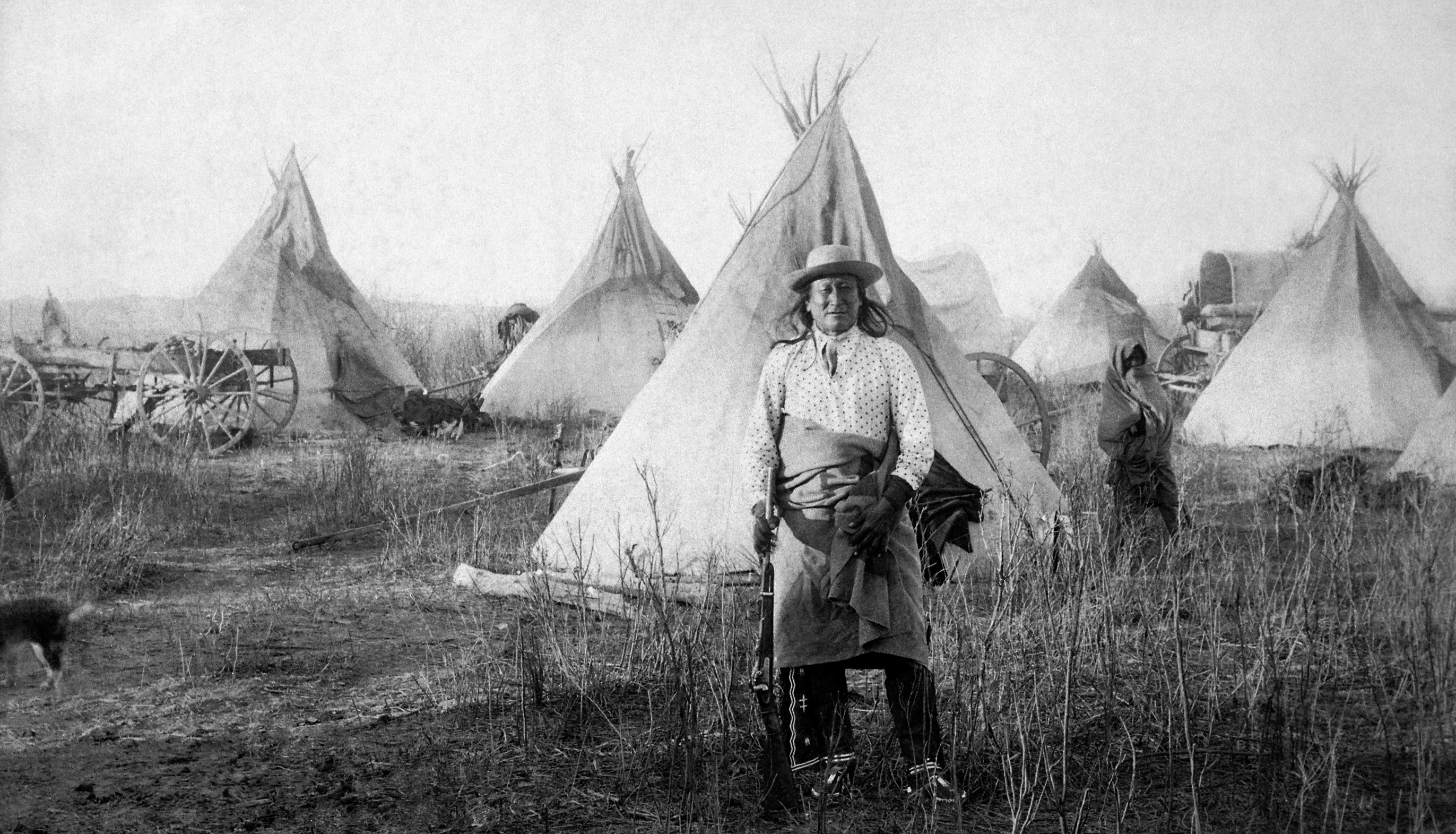
Boją Się Nawet Jego Koni przed własnym tipi w rezerwacie Pine Ridge

Młody, Którego Koni Boją Się Wrogowie (lak. Tȟašúŋke Kȟokípȟapi, ur. 1830, zm. 1900) – był dziedzicznym wodzem plemienia Oglala Teton Dakotów. Żył współcześnie z Czerwoną Chmurą, którego był głównym wodzem w wojnie o Szlak Bozemana w 1866 r. Po zawarciu pokoju w 1868 r. zamieszkał w rezerwacie Pine Ridge i mieszkał tam aż do śmierci.